# Nguyễn Hữu Đông
Nguyễn Hữu Đông (sinh ngày 20 tháng 9 năm 1972) là một chính khách Việt Nam. Trong Đảng Cộng sản Việt Nam, ông hiện giữ chức vụ Ủy viên Ban Chấp hành Trung ương Đảng Cộng sản Việt Nam khóa XIII, Phó Trưởng ban Nội chính Trung ương
Ông nguyên là Bí thư Tỉnh ủy Sơn La, Trưởng đoàn Đại biểu Quốc hội khóa XV tỉnh Sơn La, Phó Bí thư thường trực Tỉnh ủy Phú Thọ, Trưởng ban Nội chính Tỉnh ủy Phú Thọ.

## Xuất thân và giáo dục
Nguyễn Hữu Đông sinh ngày 20 tháng 9 năm 1972, quê quán tại phường Bạch Hạc, thành phố Việt Trì, tỉnh Phú Thọ. Ông có học vấn Cử nhân Luật và Thạc sĩ quản trị kinh doanh.
Ông là con của ông Nguyễn Hữu Điền, nguyên Bí thư tỉnh ủy Phú Thọ

## Sự nghiệp
Nguyễn Hữu Đông là đảng viên Đảng Cộng sản Việt Nam.

### Tỉnh Phú Thọ
Trước tháng 7/2013, ông là Chủ tịch huyện Yên Lập rồi Bí thư Huyện ủy Yên Lập, tỉnh Phú Thọ.
Tháng 7/2013, ông là Tỉnh ủy viên, Trưởng ban Nội chính Tỉnh ủy Phú Thọ.
Từ tháng 9/2015 đến tháng 3/2016, ông giữ chức Phó Bí thư Tỉnh ủy rồi Phó Bí thư Thường trực Tỉnh ủy Phú Thọ, nhiệm kỳ 2015-2020.
Tháng 1/2016, ông là Ủy viên dự khuyết Ban Chấp hành Trung ương Đảng Cộng sản Việt Nam khóa 12, Phó Bí thư thường trực Tỉnh ủy Phú Thọ.

### Tỉnh Sơn La
Từ tháng 3/2016 đến tháng 9/2019, ông giữ chức vụ Phó Bí thư Tỉnh ủy Sơn La nhiệm kỳ 2015-2020.
Từ ngày 1 tháng 9 năm 2019, Bí thư Tỉnh ủy Sơn La Hoàng Văn Chất nghỉ hưu.
Ngày 16 tháng 9 năm 2019, Bộ Chính trị Ban Chấp hành Trung ương Đảng Cộng sản Việt Nam khóa 12 ra Quyết định chuẩn y ông Nguyễn Hữu Đông, Ủy viên dự khuyết BCH Trung ương Đảng khóa XII, Phó Bí thư Tỉnh ủy Sơn La giữ chức Bí thư Tỉnh ủy Tỉnh Sơn La, nhiệm kỳ 2015-2020.
Từ ngày 22 đến 24 tháng 9 năm 2020, Đại hội đại biểu Đảng bộ tỉnh Sơn La lần thứ XV, nhiệm kỳ 2020-2025 diễn ra đã bầu Nguyễn Hữu Đông tiếp tục giữ chức vụ Bí thư Tỉnh ủy Sơn La nhiệm kì 2020-2025.

### Trung ương Đảng
Tháng 1/2016, tại Đại hội đại biểu toàn quốc lần thứ XII của Đảng ông được bầu là Ủy viên dự khuyết Ban Chấp hành Trung ương Đảng Cộng sản Việt Nam khóa XII.
Ngày 30 tháng 1 năm 2021, Tại Đại hội đại biểu toàn quốc lần thứ XIII của Đảng, đồng chí được bầu là Ủy viên Ban Chấp hành Trung ương Đảng Cộng sản Việt Nam khoá XIII, nhiệm kỳ 2021-2026.

### Đại biểu Quốc hội
- 7/2021: Đại biểu Quốc hội khóa XV, Ủy viên Ủy ban Quốc phòng và An ninh của Quốc hội và Trưởng Đoàn ĐBQH tỉnh Sơn La.

### Ban Nội chính Trung ương
Chiều ngày 28 tháng 6 năm 2024, Ban Nội chính Trung ương tổ chức hội nghị triển khai quyết định của Bộ Chính trị về công tác cán bộ. Theo đó, Bộ Chính trị quyết định ông Nguyễn Hữu Đông, Ủy viên Trung ương Đảng, Bí thư Tỉnh ủy Sơn La thôi giữ các chức vụ: Bí thư Tỉnh ủy Sơn La nhiệm kỳ 2020-2025, Trưởng Đoàn Đại biểu Quốc hội khóa 15 tỉnh Sơn La. Ông Nguyễn Hữu Đông được điều động, bổ nhiệm giữ chức Phó Trưởng Ban Nội chính Trung ương.